# Rablah
Rablah (tiếng Ả Rập: ربلة; cũng đánh vần Rableh, Ribla hoặc Ribleh) là một thị trấn ở miền trung Syria, một phần hành chính của Tỉnh Homs, nằm ở phía tây nam của Homs. Ngay phía đông biên giới với Liban, các địa phương lân cận bao gồm al-Nizariyah ở phía tây nam, Zita al-Gharbiyah ở phía tây bắc, al-Qusayr ở phía bắc, Zira'ah ở phía đông bắc và Hisyah ở phía đông. Theo Cục Thống kê Trung ương (CBS), Rableh có dân số 5.328 trong cuộc điều tra dân số năm 2004. Cư dân của nó chủ yếu là người Công giáo Hy Lạp.

## Lịch sử
Nó được coi là địa điểm của phố cổ Ríp-la, mà tell được bao phủ bởi một nghĩa trang không xa thị trấn hiện đại.